# Kromaffin cell
Kromaffina celler är en form av endokrina celler i binjuremärgen som producerar katekolaminerna adrenalin och noradrenalin. Namnet kommer av deras förmåga att färgas stark av krombaserade histologiska färgningsmedel.
Preganglionära sympatiska fibrer från splankniska nerven av sympatiska nervsystemet styr frisättningen av adrenalin och noradrenalin från binjuremärgen via kolinerg signalering.